# Sander Gillé
Pour les articles homonymes, voir Gillé.
Sander Gillé, né le 15 janvier 1991 à Hasselt, est un joueur de tennis professionnel belge.
Spécialiste du double, il a remporté 8 titres ATP avec son compatriote Joran Vliegen dont le Masters 1000 de Monte-Carlo 2024 et atteint 5 autres finales dont celle de Roland-Garros 2023.

## Carrière
Il a remporté 27 tournois Futures dont un en simple. Il fait équipe depuis 2015 avec Joran Vliegen, avec qui il a été titré dans 13 tournois Challenger : Trnava en 2016, Lyon, Blois, Schéveningue et Tampere en 2017, Rennes, Prague, Liberec, Pullach, Ortisei, Brest et Mouilleron-le-Captif en 2018 et Bratislava en 2019. Il s'est aussi imposé à Brescia avec Sander Arends en 2017.
En avril 2018, il débute en Coupe Davis à l'occasion des quarts de finale contre les Américains Ryan Harrison et Jack Sock. Il perd le match de double décisif avec Vliegen.
Le 2 février 2019, il remporte un match de double avec Joran Vliegen contre le meilleur duo brésilien Marcelo Melo / Bruno Soares (anciens no 1 et no 2 au monde en double) lors du tour de qualification de la Coupe Davis 2019 contre le Brésil.
En juillet 2019, il remporte son premier titre ATP en double, associé à Joran Vliegen, lors du tournoi de Båstad, puis un second la semaine suivante au tournoi de Gstaad. Ils atteignent encore la semaine d'après la finale du tournoi de Kitzbühel mais s'inclinent cette fois après 11 victoires consécutives. En septembre, ils remportent un troisième titre à Zhuhai.
En 2020, toujours avec Joran Vliegen, il atteint les quarts de finale de l'US Open et remporte le tournoi de Noursoultan.
En 2021, il remporte avec Joran Vliegen le tournoi de Singapour.
En 2023, il remporte avec Joran Vliegen les tournois de Pune face à N. Sriram Balaji et Jeevan Nedunchezhiyan (6-4, 6-4) et d'Estoril contre Nikola Čačić et Miomir Kecmanović (6-3, 6-4). En juin, ils se qualifient pour la finale du tournoi de Roland-Garros en écartant quatre équipes têtes de série, ils s'inclinent face à Ivan Dodig et Austin Krajicek (6-3, 6-1,).
En 2024, il remporte son plus prestigieux titre au Masters de Monte-Carlo 2024 associé à Joran Vliegen. La paire bat notamment les deuxièmes têtes de série Ivan Dodig et Austin Krajicek (6-4, 6-3) en huitièmes de finale, les troisièmes têtes de série Marcel Granollers et Horacio Zeballos (7-5, 6-4) en demi-finale avant d'éliminer Marcelo Melo et Alexander Zverev (5-7, 6-3, 10-5) en finale.
En 2025, il s'associe avec le Polonais Jan Zieliński. Ils atteignent les finales des tournois de Rotterdam et Marseille.

## Palmarès

### Titres en double messieurs
| No | Date       | Nom et lieu du tournoi                       | Catégorie    | Dotation    | Surface      | Partenaire    | Finalistes                             | Score             |          |
| -- | ---------- | -------------------------------------------- | ------------ | ----------- | ------------ | ------------- | -------------------------------------- | ----------------- | -------- |
| 1  | 15-07-2019 | Swedish Open Båstad                          | ATP 250      | 524 340 €   | Terre (ext.) | Joran Vliegen | Federico Delbonis Horacio Zeballos     | 65-7, 7-5, [10-5] | Parcours |
| 2  | 22-07-2019 | J. Safra Sarasin Swiss Open Gstaad Gstaad    | ATP 250      | 524 340 €   | Terre (ext.) | Joran Vliegen | Philipp Oswald Filip Polášek           | 6-4, 6-3          | Parcours |
| 3  | 23-09-2019 | Huajin Securities Zuhai Championships Zhuhai | ATP 250      | 931 335 $   | Dur (ext.)   | Joran Vliegen | Marcelo Demoliner Matwé Middelkoop     | 7-62, 7-64        | Parcours |
| 4  | 26-10-2020 | Astana Open Noursoultan                      | ATP 250      | 273 345 $   | Dur (int.)   | Joran Vliegen | Max Purcell Luke Saville               | 7-5, 6-3          | Parcours |
| 5  | 22-02-2021 | Singapore Tennis Open Singapour              | ATP 250      | 480 000 $   | Dur (ext.)   | Joran Vliegen | Matthew Ebden John-Patrick Smith       | 6-2, 6-3          | Parcours |
| 6  | 02-01-2023 | Tata Open Maharashtra Pune                   | ATP 250      | 642 735 $   | Dur (ext.)   | Joran Vliegen | N. Sriram Balaji Jeevan Nedunchezhiyan | 6-4, 6-4          | Parcours |
| 7  | 03-04-2023 | Millennium Estoril Open Estoril              | ATP 250      | 562 815 €   | Terre (ext.) | Joran Vliegen | Nikola Čačić Miomir Kecmanović         | 6-3, 6-4          | Parcours |
| 8  | 07-04-2024 | Rolex Monte-Carlo Masters Monaco             | Masters 1000 | 5 950 575 € | Terre (ext.) | Joran Vliegen | Marcelo Melo Alexander Zverev          | 5-7, 6-3, [10-5]  | Parcours |

### Finales en double messieurs
| No | Date       | Nom et lieu du tournoi                        | Catégorie | Dotation     | Surface      | Vainqueurs                           | Partenaire    | Score            |          |
| -- | ---------- | --------------------------------------------- | --------- | ------------ | ------------ | ------------------------------------ | ------------- | ---------------- | -------- |
| 1  | 29-07-2019 | Generali Open Kitzbühel                       | ATP 250   | 524 340 €    | Terre (ext.) | Filip Polášek Philipp Oswald         | Joran Vliegen | 6-4, 6-4         | Parcours |
| 2  | 26-04-2021 | BMW Open Munich                               | ATP 250   | 481 270 €    | Terre (ext.) | Wesley Koolhof Kevin Krawietz        | Joran Vliegen | 4-6, 6-4, [10-5] | Parcours |
| 3  | 28-05-2023 | Roland-Garros Paris                           | G. Chelem | 23 115 000 € | Terre (ext.) | Ivan Dodig Austin Krajicek           | Joran Vliegen | 6-3, 6-1         | Parcours |
| 4  | 24-07-2023 | Hamburg European Open Hambourg                | ATP 500   | 1 831 515 €  | Terre (ext.) | Kevin Krawietz Tim Pütz              | Joran Vliegen | 7-64, 6-3        | Parcours |
| 5  | 01-01-2024 | Bank of China Hong Kong Tennis Open Hong Kong | ATP 250   | 661 585 $    | Dur (ext.)   | Marcelo Arévalo Mate Pavić           | Joran Vliegen | 7-63, 6-4        | Parcours |
| 6  | 03-02-2025 | ABN AMRO Open Rotterdam                       | ATP 500   | 2 401 550 €  | Dur (int.)   | Simone Bolelli Andrea Vavassori      | Jan Zieliński | 6-2, 4-6, [10-6] | Parcours |
| 7  | 10-02-2025 | Open 13 Provence Marseille                    | ATP 250   | 740 730 €    | Dur (int.)   | Benjamin Bonzi Pierre-Hugues Herbert | Jan Zieliński | 6-3, 6-4         | Parcours |

## Parcours dans les tournois duGrand Chelem

### En double messieurs
| Année | Open d'Australie                                                                      | Open d'Australie                                                                 | Internationaux de France                                                            | Internationaux de France                                                        | Wimbledon                                                                          | Wimbledon                                                                             | US Open | US Open |
| ----- | ------------------------------------------------------------------------------------- | -------------------------------------------------------------------------------- | ----------------------------------------------------------------------------------- | ------------------------------------------------------------------------------- | ---------------------------------------------------------------------------------- | ------------------------------------------------------------------------------------- | ------- | ------- |
| 2019  | —                                                                                     | —                                                                                | —                                                                                   | —                                                                               | 2e tour (1/16) J. Vliegen \|\| style="text-align:left;" \| M. Demoliner D. Sharan  | 1er tour (1/32) J. Vliegen \|\| style="text-align:left;" \| M. Granollers H. Zeballos |         |         |
| 2020  | 2e tour (1/16) J. Vliegen \|\| style="text-align:left;" \| S. Bolelli B. Paire        | 1er tour (1/32) J. Vliegen \|\| style="text-align:left;" \| A. Molteni H. Nys    | Annulé                                                                              | Annulé                                                                          | 1/4 de finale J. Vliegen \|\| style="text-align:left;" \| W. Koolhof N. Mektić     |                                                                                       |         |         |
| 2021  | 1er tour (1/32) J. Vliegen \|\| style="text-align:left;" \| D. Köpfer T. Sandgren     | 1/8 de finale J. Vliegen \|\| style="text-align:left;" \| P. Andújar P. Martínez | 1er tour (1/32) J. Vliegen \|\| style="text-align:left;" \| O. Marach A. Qureshi    | 2e tour (1/16) J. Vliegen \|\| style="text-align:left;" \| J. O'Mara A. Qureshi |                                                                                    |                                                                                       |         |         |
| 2022  | 1er tour (1/32) J. Vliegen \|\| style="text-align:left;" \| N. Lammons J. Withrow     | 1/8 de finale J. Vliegen \|\| style="text-align:left;" \| R. Matos D. Vega       | —                                                                                   | —                                                                               | 1er tour (1/32) Ł. Kubot \|\| style="text-align:left;" \| A. Karatsev Luke Saville |                                                                                       |         |         |
| 2023  | 1er tour (1/32) J. Vliegen \|\| style="text-align:left;" \| M. Demoliner A. Vavassori | Finale J. Vliegen                                                                | Ivan Dodig A. Krajicek                                                              | 1/8 de finale J. Vliegen \|\| style="text-align:left;" \| N. Lammons J. Withrow | 1er tour (1/32) J. Vliegen \|\| style="text-align:left;" \| F. Cabral R. Matos     |                                                                                       |         |         |
| 2024  | 1er tour (1/32) J. Vliegen \|\| style="text-align:left;" \| T. Macháč Zhang Z.        | 1/4 de finale J. Vliegen \|\| style="text-align:left;" \| R. Bopanna M. Ebden    | 2e tour (1/16) J. Vliegen \|\| style="text-align:left;" \| L. Glasspool J.-J. Rojer | 2e tour (1/16) J. Vliegen \|\| style="text-align:left;" \| M. Arévalo M. Pavić  |                                                                                    |                                                                                       |         |         |
| 2025  | 1/8 de finale J. Zieliński \|\| style="text-align:left;" \| K. Krawietz Tim Pütz      |                                                                                  |                                                                                     |                                                                                 |                                                                                    |                                                                                       |         |         |

N.B. : le nom du partenaire se trouve sous le résultat ; les noms des ultimes adversaires se trouvent à droite.

### En double mixte
| 2021 | 1/4 de finale H. Carter \|\| style="text-align:left;" \| S. Stosur M. Ebden             | 1er tour (1/8) L. Siegemund \|\| style="text-align:left;" \| D. Jurak R. Farah       | 1/8 de finale H. Carter \|\| style="text-align:left;" \| G. Dabrowski M. Pavić      | 1/4 de finale D. Schuurs \|\| style="text-align:left;" \| D. Krawczyk J. Salisbury |                                                                                 |                                                                                     |
| 2022 | 1er tour (1/16) K. Flipkens \|\| style="text-align:left;" \| K. Mladenovic I. Dodig     | 1/8 de finale S. Sanders \|\| style="text-align:left;" \| D. Krawczyk N. Skupski     | —                                                                                   | —                                                                                  | —                                                                               | —                                                                                   |
| 2023 | —                                                                                       | —                                                                                    | —                                                                                   | —                                                                                  | 1er tour (1/16) Miyu Kato \|\| style="text-align:left;" \| L. Kichenok M. Pavić | 1er tour (1/16) L. Siegemund \|\| style="text-align:left;" \| J. Pegula A. Krajicek |
| 2024 | 1/4 de finale L. Siegemund \|\| style="text-align:left;" \| J. Fourlis A. Harris        | 1er tour (1/16) V. Zvonareva \|\| style="text-align:left;" \| N. Melichar J. Peers   | 1er tour (1/16) L. Kichenok \|\| style="text-align:left;" \| H. Watson J. Salisbury | 1/4 de finale E. Perez \|\| style="text-align:left;" \| Forfait                    |                                                                                 |                                                                                     |
| 2025 | 1er tour (1/16) G. Dabrowski \|\| style="text-align:left;" \| A. Danilina H. Heliövaara | 1er tour (1/16) S. Hunter \|\| style="text-align:left;" \| A. Danilina H. Heliövaara |                                                                                     |                                                                                    |                                                                                 |                                                                                     |

N.B. : le nom de la partenaire se trouve sous le résultat ; les noms des ultimes adversaires se trouvent à droite.

## Parcours enCoupe Davis
| #                                                                         | Date          | Lieu       | Surface      | Gagnant(s)                        | Perdant(s)                     | Score                |          |
|                                                                           |               |            |              |                                   |                                |                      |          |
| 2018 - 1/4 de finale (groupe mondial) - États-Unis - Belgique 4:0         |               |            |              |                                   |                                |                      |          |
| 1                                                                         | 06-08/04/2018 | Nashville  | Dur (int.)   | Ryan Harrison Jack Sock           | Joran Vliegen Sander Gillé     | 5-7, 7-61, 7-63, 6-4 | Parcours |
|                                                                           |               |            |              |                                   |                                |                      |          |
| 2019 - Phase qualificative (groupe mondial) - Brésil - Belgique 1:3       |               |            |              |                                   |                                |                      |          |
| 2                                                                         | 01-02/02/2019 | Uberlândia | Terre (int.) | Joran Vliegen Sander Gillé        | Marcelo Melo Bruno Soares      | 6-4, 7-64            | Parcours |
|                                                                           |               |            |              |                                   |                                |                      |          |
| 2019 - Phase de groupes (groupe mondial) - Belgique - Colombie 2:1        |               |            |              |                                   |                                |                      |          |
| 3                                                                         | 18/11/2019    | Madrid     | Dur (int.)   | Juan Sebastián Cabal Robert Farah | Joran Vliegen Sander Gillé     | 67-7, 6-4, 7-63      | Parcours |
|                                                                           |               |            |              |                                   |                                |                      |          |
| 2019 - Phase de groupes (groupe mondial) - Belgique - Australie 1:2       |               |            |              |                                   |                                |                      |          |
| 4                                                                         | 20/11/2019    | Madrid     | Dur (int.)   | Joran Vliegen Sander Gillé        | John Peers Jordan Thompson     | 0-1 ab.              | Parcours |
|                                                                           |               |            |              |                                   |                                |                      |          |
| 2020-2021 - Phase qualificative (groupe mondial) - Hongrie - Belgique 3:2 |               |            |              |                                   |                                |                      |          |
| 5                                                                         | 06-07/03/2020 | Debrecen   | Dur (int.)   | Joran Vliegen Sander Gillé        | Attila Balázs Márton Fucsovics | 3-6, 6-1, 6-4        | Parcours |
|                                                                           |               |            |              |                                   |                                |                      |          |
| 2020-2021 - Barrages (groupe mondial) - Bolivie - Belgique 2:3            |               |            |              |                                   |                                |                      |          |
| 6                                                                         | 18-19/09/2021 | Asunción   | Dur (int.)   | Joran Vliegen Sander Gillé        | Boris Arias Federico Zeballos  | 6-3, 6-4             | Parcours |
|                                                                           |               |            |              |                                   |                                |                      |          |
| 2022 - Phase qualificative (groupe mondial) - Finlande - Belgique 2:3     |               |            |              |                                   |                                |                      |          |
| 7                                                                         | 04-05/03/2022 | Espoo      | Dur (int.)   | Harri Heliövaara Emil Ruusuvuori  | David Goffin Sander Gillé      | 6-3, 2-6, 7-65       | Parcours |
|                                                                           |               |            |              |                                   |                                |                      |          |
| 2022 - Phase de groupes (groupe mondial) - Belgique - Australie 0:3       |               |            |              |                                   |                                |                      |          |
| 8                                                                         | 13/09/2022    | Hambourg   | Dur (int.)   | Matthew Ebden Max Purcell         | Joran Vliegen Sander Gillé     | 6-1, 6-3             | Parcours |
|                                                                           |               |            |              |                                   |                                |                      |          |
| 2022 - Phase de groupes (groupe mondial) - Belgique - Allemagne 1:2       |               |            |              |                                   |                                |                      |          |
| 9                                                                         | 16/09/2022    | Hambourg   | Dur (int.)   | Kevin Krawietz Tim Pütz           | Joran Vliegen Sander Gillé     | 4-6, 6-2, 7-65       | Parcours |
|                                                                           |               |            |              |                                   |                                |                      |          |
| 2022 - Phase de groupes (groupe mondial) - Belgique - France 1:2          |               |            |              |                                   |                                |                      |          |
| 10                                                                        | 17/09/2022    | Hambourg   | Dur (int.)   | Nicolas Mahut Arthur Rinderknech  | Joran Vliegen Sander Gillé     | 6-3, 7-66            | Parcours |

## Classements ATP en fin de saison
| Année          | 2011 | 2012 | 2013 | 2014 | 2015 | 2016 | 2017 | 2018 | 2019 | 2020 | 2021 | 2022 | 2023 | 2024 |
| Rang en simple | 1627 | –    | 996  | 773  | 823  | 663  | 1701 | 1208 | –    | –    | –    | –    | –    | –    |
| Rang en double | 1289 | –    | 634  | 459  | 345  | 157  | 114  | 83   | 47   | 40   | 24   | 61   | 25   | 31   |

Source : (en) Classements de Sander Gillé sur le site officiel de la Fédération internationale de tennis